# Antas (Almería)
Antas è un comune spagnolo  situato nella comunità autonoma dell'Andalusia.